# Andrej Artamonovič Matveev
Conte Andrej Artamonovič Matveev (in russo Андрей Артамонович Матвеев?; 15 agosto 1666 – 16 settembre 1728) è stato un diplomatico russo.

## Biografia
Figlio del conte Artamon Sergeevič Matveev e della nobildonna scozzese appartenente al casato dei duchi di Hamilton, Eudoxia Hamilton. Il conte Artamon era stolnik, ovvero gentiluomo di camera dello zarevic Pietro, ma fu allontanato dalla Russia insieme al figlio dallo zar Fëdor III.
I conti Matveev tornarono a Mosca l'11 maggio 1682, ma pochi giorni più tardi il conte Artamon venne ucciso dagli strel'cy ribelli.

## Carriera
Grazie al favore di un maresciallo dello zar Pietro I, Patrick Leopold Gordon, di origine scozzese come le madre di Andrej, quest'ultimo ebbe una rapida ascesa negli ambienti diplomatici di corte, divenendo nel 1691 voivoda della Regione della Dvina.
Successivamente fu ambasciatore nella Repubblica delle Sette Province Unite, in Francia (1705-1706), in Inghilterra (1707-1708) e nel Impero austro-ungarico, dove nel 1715 venne fatto Reichsgraf ("conte dell'Impero Austriaco"), da Carlo VI. Durante il suo soggiorno in Francia conobbe il re polacco Stanislao Leszczyński. 
Nel 1716 divenne membro del Consiglio privato dell'imperatore e si legò al partito fedele all'imperatrice del barone Pëtr Pavlovič Šafirov.
Inoltre aveva finanziato l'entrata a corte del conte Jean Armand de Lestocq, emigrato francese ugonotto e futuro medico della zarina Elisabetta I.

## Matrimoni

### Primo Matrimonio
Nel 1684 sposò Anna Stepanovna Anichkova (?-1699). Ebbero tre figlie:
- Natal'ja Andreevna, sposò il principe Vasilij Ivanovič Meshcherskij, ebbero sei figli;
- Praskov'ja Andreevna, sposò Amplij Stepanovič Čepeljov, ebbero due figli;
- Marija Andreevna (1699-1788), sposò Aleksandr Ivanovič Rumyantsev, ebbero quattro figli.

### Secondo Matrimonio
Nel 1720 sposò Anastasia Yermilovna Argamakova. La coppia non ebbe figli.

## Morte
Morì il 16 settembre 1728. Fu sepolto nella Chiesa di San Nicola alle Colonne.